# 32P/Comas Solá
La Cometa Comas Solá, formalmente indicata come 32P/Comas Solá, è una cometa periodica del Sistema solare, appartenente alla famiglia delle comete gioviane. È stata scoperta da Josep Comas i Solà presso l'osservatorio Fabra il 5 novembre 1926.